# Siegfried Korth
Siegfried Korth (geboren am 4. Juli 1926 in Stralsund; gestorben am 27. Oktober 1985 in Groß Lindow oder in Wismar) war ein deutscher Maler und Grafiker.

## Leben
Korth kehrte 1948 schwer krank aus der Kriegsgefangenschaft in der Sowjetunion zurück nach Stralsund, wo er auf der Volkswerft Stralsund als Zeichner und Registrator sowie als Kulturreferent arbeitete. Von 1950 bis 1955 studierte er an der Kunsthochschule Berlin-Weißensee, u. a. bei Bert Heller und Arno Mohr. Anschließend war er bis 1957 Meisterschüler an der Akademie der Künste der DDR bei Otto Nagel und Heinrich Ehmsen.
Zurück in Stralsund, war er als freischaffender Künstler tätig und betreute an der Volkswerft den künstlerischen Zirkel. Anfang der 1970er Jahre zog er nach Groß Lindow. Entsprechend der Forderung an die bildenden Künstler, in die Betriebe zu gehen, um die Arbeiter kennenzulernen und sie im Bild festzuhalten, arbeitete er künstlerisch u. a. in der Landwirtschaftlichen Produktionsgenossenschaft Möbiskruge.
Zahlreiche großformatige Gemälde aus den 1960er Jahren zeigen das Gelände der Volkswerft und Schiffbauer bei der Arbeit. In der Darstellung und Charakterisierung von Menschen folgte er seinem Lehrer Heinrich Ehmsen. In seinen Landschaftsstücken setzte er die Formstrenge noch intensiver um, entfernte sich aber später von der kargen Bildsprache. Er setzte Architekturansichten Stralsunds in prismatische Strukturen auf. Viele seiner staatlichen Aufträge bildeten Wandbilder.
Nach seinem Umzug in den Bezirk Frankfurt (Oder) setzte er sich thematisch mit dem Zweiten Weltkrieg und den Konzentrationslagern auseinander.
Zu Ehren Korths wurde in Stralsund eine Straße nach ihm benannt.

## Werke (Auswahl)
- Stralsunder Hafen (1961, Öl, 92 × 137 cm)[3]
- Rügensche Bucht (1961, Öl, 85 × 122 cm)[3]
- Frauen der Produktionsgenossenschaft Möbiskruge (1977, Öl; auf der VIII. Kunstausstellung der DDR)

## Ausstellungen

### Einzelausstellungen
- 1963: Berlin, Kunstkabinett des Instituts für Lehrerweiterbildung

- 2007: Stralsund, Kulturhistorisches Museum Stralsund[4]

- 2009/2010: Kiel, Stadtgalerie Kiel[5]

### Ausstellungsbeteiligungen
- 1961: Berlin, Deutsche Akademie der Künste („Junge Künstler. Malerei“)

- 1977/1978 und 1987/1988: Dresden, VIII. und X. Kunstausstellung der DDR

- 1985: Frankfurt/Oder, Bezirkskunstausstellung